# Johann Gottlieb Goldberg
Pour les articles homonymes, voir Goldberg.
Johann Gottlieb Goldberg (baptisé le 14 mars 1727 à Dantzig, mort le 13 avril 1756 à Dresde) est un claveciniste virtuose, un organiste, et un compositeur de la dernière période baroque et du début de la période classique. Son nom est resté célèbre grâce à une œuvre de Jean-Sébastien Bach, les Variations Goldberg (1741), dont il fut peut-être un des premiers interprètes.

## Biographie
Goldberg a été l'élève de Jean-Sébastien Bach d'abord autour de 1737, il a dix ans, et de Wilhelm Friedemann Bach avant 1745, à Dresde.
Il commence sa carrière chez le comte Keyserling aux environs de 1745. D'après Johann Nikolaus Forkel, le comte souffrant d'insomnie, aurait commandé les fameuses variations à Bach, que Goldberg jouait (à 14 ans ?) derrière une cloison de la chambre de Keyserling.
En 1751, il est musicien de chambre de la cour du comte de Heinrich von Brühl, premier ministre de Saxe. Il était connu de son temps comme un remarquable virtuose.
Il meurt de tuberculose à Dresde, en 1756, à l'âge de 29 ans.
La Sonate en ut majeur pour 2 violons et basse continue BWV 1037 du catalogue de Jean-Sébastien Bach a été réattribuée à Goldberg.

## Œuvres
- 24 Polonaises pour clavecin (1749)
- 24 compositions brèves pour orgue (préludes de chorals…)
- Sonate pour 2 violons et basse continue no 1, en si bémol majeur (Adagio - Allegro - Grave - Ciacona)
- Sonate pour 2 violons et basse continue no 2, en la mineur (Adagio - Allegro - Alla Siciliana - Allegro assai)
- Sonate pour 2 violons et basse continue no 3, en sol mineur (Adagio - Allegro - Tempo di menuetto)
- Sonate pour 2 violons et basse continue no 4, en ut majeur (Bwv 1037, Adagio - Alla breve - Largo - Gigue e presto)
- Sonate pour 2 violons et basse continue en ut mineur (Largo - Allegro - Grave - Gigue)
- Sonate pour 2 violons et basse continue en fa mineur (Adagio - Allegro - Largo - Allegro ma non tanto)
- Sonate en quatuor (Quartettsonate)
- Concerto pour clavecin no 1 en mi bémol majeur (Allegro - Largo con sordini - Allegro di Molto)
- Concerto pour clavecin no 2 en ré mineur (Allegro - Largo - Allegro di molto)
- 2 Cantates
- Prélude et fugue en fa mineur pour clavecin
- Prélude en ut majeur pour clavecin

## Discographie sélective
- Concertos pour clavecin no 1 en mi-bémol majeur & 2 en ré mineur (Intégrale), Wardemar Doling, clavecin - Sofia Soloists, dir. Emil Tabakov (1986, MDG MDGL3250). Sur instruments modernes.
- Concertos pour clavecin no 1 en mi bémol majeur & 2 en ré mineur (Intégrale), Academia de Música Antigua de la Universidad de Salamanca, Jacques Ogg, clavecin et dir. (2006, Verso VRS2025)
- Sonates pour 2 violons et basse continue, Sonate pour 2 violons, (6) Polonaises composto per il Clavicembalo, Ensemble Musica Alta Ripa (2007, MDG 30907092)
- Harpsichord Concertos, Goldberg Baroque Ensemble, Alina Ratkowska, clavecin et direction (2018, MDG série Musica Baltica, MDG 901 2061-6)